# نوپسرها لنیتا
نوپسرها لنیتا یک گونه سوسک از خانوادهٔ سوسک‌های شاخک‌دراز است. فرانسیس پولکینگهورن پاسکو در سال ۱۸۶۷ این گونه را توصیف و بررسی کرد.
این گونه در کشورهای میانمار، هند، تایلند، مالزی و ویتنام یافت شده است.

## انواع
- Nupserha lenita var. bilatevittata Breuning, 1950
- Nupserha lenita var. siamensis Breuning, 1955
- Nupserha lenita var. ambigena Lameere, 1893
- Nupserha lenita var. annamensis Pic, 1939
- Nupserha lenita var. sikkimensis Breuning, 1960